# Ngựa Friesian

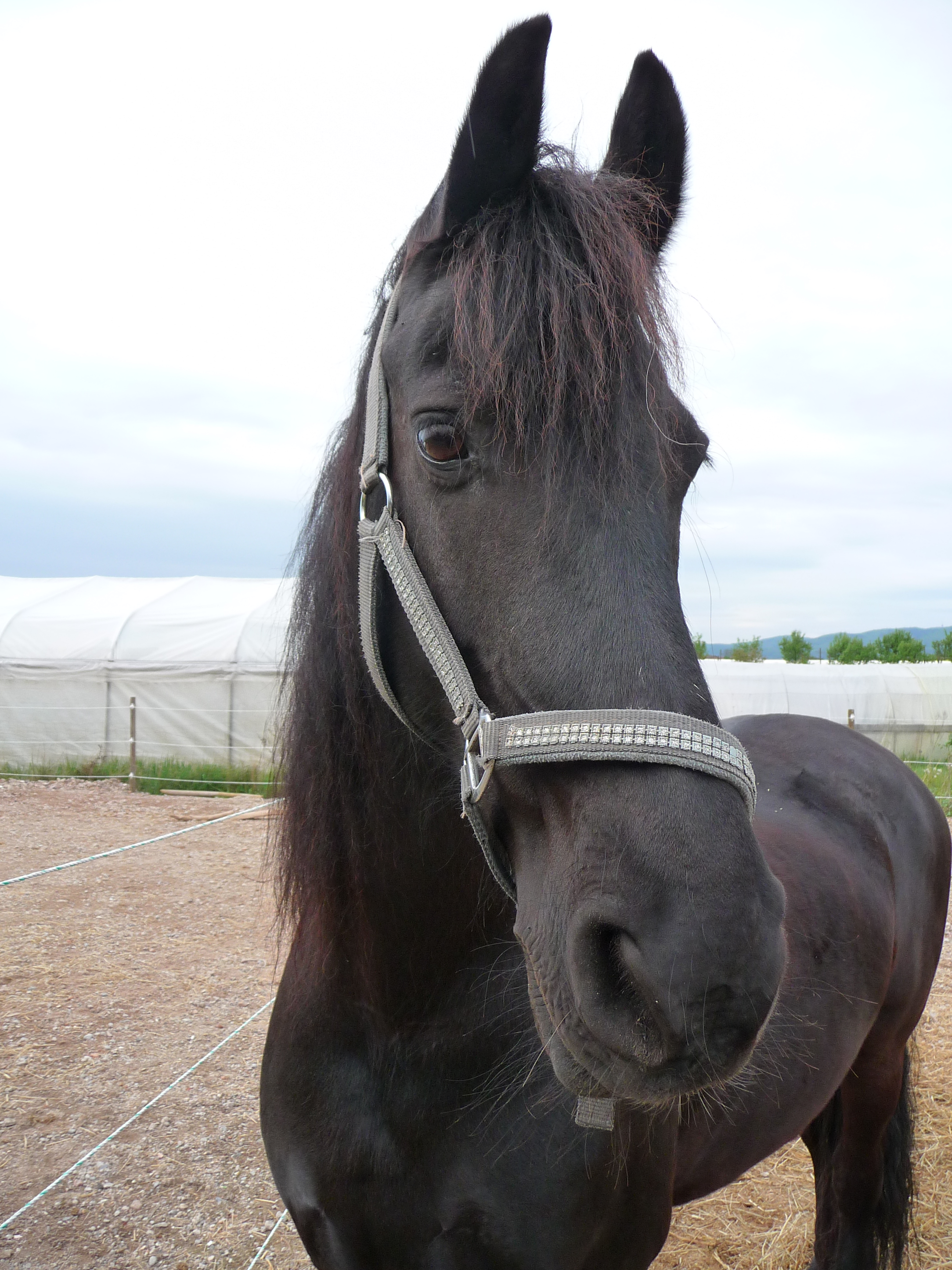
Một con ngựa Frisian

Ngựa Friesian (cũng gọi là ngựa Frisian) là một giống ngựa có nguồn gốc ở vùng Friesland, Hà Lan. Mặc dù cấu trúc của loài này khá giống với một ngựa kéo xe nhẹ, nhưng ngựa Friesian rất duyên dáng và nhanh nhẹn so với kích thước của chúng. Người ta tin rằng trong thời Trung Cổ, tổ tiên của ngựa Friesian rất phổ biếnvơớii vai trò là ngựa chiến trên khắp lục địa châu Âu. Qua thời Trung Cổ sớm và Trung kỳ Trung cổ, kích thước của nó cho phép nó chở được một hiệp sĩ trong bộ áo giáp sắt nặng nề.
Trong thời hậu Trung Cổ, chúng nặng hơn và trở lên lùn hơn vì ngựa lùn là loại động vật cần thiết. Mặc dù giống này gần như đã tuyệt chủng nhiều hơn một lần, nhưng ngày nay ngựa Friesian hiện đại đang ngày càng tăng về số lượng và sự phổ biến. Theo Hiệp hội ngựa Friesian Bắc Mỹ, giống ngựa này có nguồn gốc từ Hà Lan. Sau khi xuất khẩu sang nhiều nước trên thế giới, nó có nguy cơ bị lai tạo và mất giống thuần chủng. Tuy nhiên, sau nhiều nỗ lực của một nhóm mê ngựa Friesian những năm đầu thế kỷ 20, họ đã duy trì được giống thuần chủng của loài này.

## Đặc điểm
Các giống Friesian thường được nhận biết bởi màu lông đen bóng lưỡng đặc trưng của nó với một cái bờm dài tung bay trong gió khi lồng lên, tuy nhiên, một mình màu sắc đen không phải là thứ duy nhất phân biệt đặc trưng cho giống này. Những con ngựa Friesian đôi khi có màu hạt dẻ khi một số cá thể có bộ gen "màu đỏ". Những con ngựa Friesian hiếm khi có những mảng trắng. Hầu hết sổ đăng ký chỉ cho phép một vệt trắng hình ngôi sao nhỏ trên trán để được đăng ký là giống thuần chủng.
Chiều cao trung bình của ngựa Friesian là khoảng 63 inch (160 cm), mặc dù chiều cao có thể đi từ 58-68 inches (147–173 cm) giữa hai bả vai, và ngựa cái hay ngựa thiến phải cao ít nhất 62 inch (157 cm) để đủ điều kiện đăng ký. Loại ngựa này có thể cấu tổng thể mạnh mẽ và cấu trúc xương tốt, với loại hình cơ thể đôi khi được gọi là "Baroque". Những con ngựa Friesian có cổ cong dài và tai ngắn.
Nó có bờ vai dốc, mạnh, nhỏ gọn, cơ thể vạm vỡ, chân sau dốc và đuôi trùng xuống thấp. Tứ chi của nó tương đối ngắn và khỏe. Ngựa Friesian cũng có một cái bờm dài dày và đuôi thường lượn sóng. Chúng còn có lông cổ chân dài, mượt và không thường xuyên được cắt tỉa. Ngựa Friesian có tính khí sẵn sàng, hoạt bát, và năng động, nhưng cũng nhẹ nhàng và ngoan ngoãn. Ngày nay, có hai loại kết cấu hìn thể riêng biệt: loại "Baroque", trong đó cấu trúc cơ thể mạnh mẽ hơn ngựa Friesian cổ điển và hiện đại, ngựa đua, loại có cấu trúc xương tốt hơn. Cả hai loại đều phổ biến, mặc dù các loại hiện đại hiện nay phổ biến trên sàn diễn hơn là Friesian baroque. 

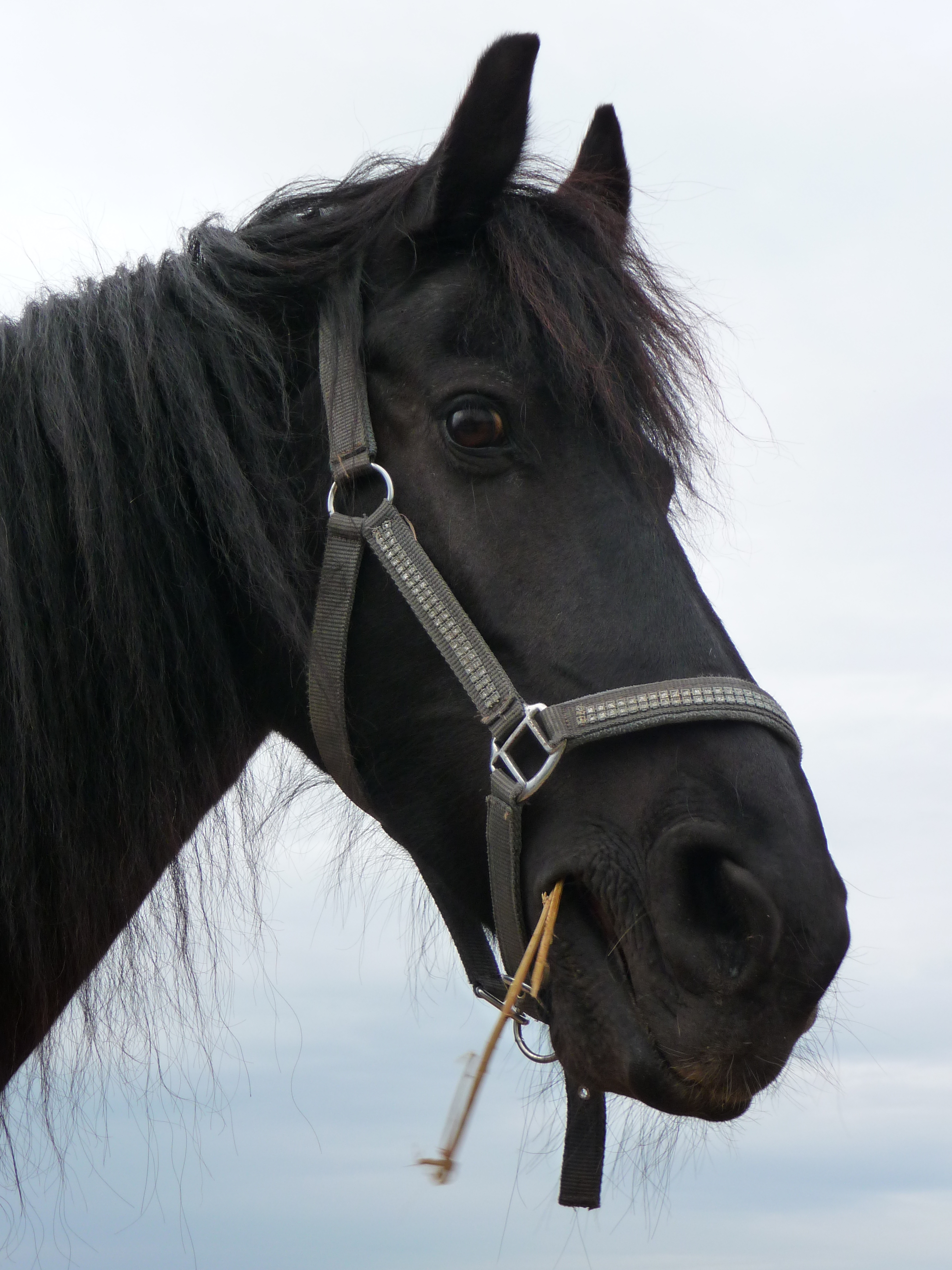
Chân dung một con ngựa Frisan

Màu hạt dẻ thường không được chấp nhận đăng ký là ngựa giống, mặc dù nó đôi khi được cho phép cho ngựa nái và ngựa thiến. Như năm 2014 có tám dòng ngựa được biết vẫn mang gen hạt dẻ. Có bốn rối loạn di truyền được công nhận là có thể ảnh hưởng đến những con ngựa nuôi thuộc giống Friesian: còi cọc, úng thủy não, xu hướng vỡ động mạch chủ, vàhội chứng thực quản giãn to. Ngựa Friesian cũng là một trong một số giống có thể phát triển PSSM.
Ngoài ra, các giống có tỷ lệ cao hơn bình thường của rối loạn hệ tiêu hóa, và một xu hướng lớn hơn để có vết cắn của côn trùng và mẫn cảm. Ngựa Friesian có một tỷ lệ rất cao 54% của nhau thai giữ lại sau khi sinh con non. Một số Những con ngựa Friesian bình thường có kích thước cũng có xu hướng hướng tới gân và dây chằng lỏng lẻo mà có thể hoặc không thể liên quan với bệnh còi cọc. Các gen tương đối nhỏ và giao phối cận huyết được cho là yếu tố đứng đằng sau hầu hết những rối loạn này.

## Lịch sử